# Doune
Doune est un village d'Écosse sur le Teith dans le Stirling.

## Géographie
Il est situé à 44 km à l'ouest-sud-ouest de Perth.

## Histoire
Le village était connu pour sa fabrique de pistolets.